# Mick Jackson
Mick Jackson, nascido Michael George Jackson (2 de novembro de 1947) é um cantor e compositor inglês e um dos compositores da canção "Blame It on the Boogie". A canção teve a coautoria de um irmão de Mick, David Jackson e de Elmar Krohn, e foi produzida por Sylvester Levay.
Jackson gravou sua versão antes que o o grupo de apoio do conjunto The Jacksons encontrasse a canção no Midem, a feira da indústria da música em Cannes. Em função de um atraso na fábrica que produzia o single de Mick, no Reino Unido as duas versões foram lançadas a semanas uma da outra. A imprensa na época notou a semelhança dos nomes e a coincidência nos lançamentos, apelidando a situação de "The Battle of the Boogie" com os dois discos disputando posições nas paradas. As estações de rádio frequentemente dividiam-se nas execuções das versões. Radio One tocou somente a versão de The Jacksons, a Capitol Radio tocou somente a versão de Mick. A imprensa também se dividiu. A "Melody Maker" não resenhou a versão de Mick, mas elogiou a dos Jacksons e incorretamente a ela se referiu como de "autoria própria" (em 16 de setembro de 1978), enquanto NME elogiou Mick como o vencedor da "batalha", dizendo que sua versão era "muito superior" (em 7 de outubro de 1978).
Apesar da imensa popularidade da canção, ter duas versões nas paradas ao mesmo tempo dividiu o público e na prática significou que nenhuma das versões chegou ao topo das paradas. A versão de Mick atingiu a 15ª posição e a dos The Jacksons atingiu a 8ª posição nas paradas do Reino Unido. O lançamento subsequente de Mick Jackson em 1979, "Weekend" também foi lançado na mesma semana que a do segundo single do disco "Destiny" do The Jacksons. As canções entraram nas paradas no mesmo dia, chegando à 38ª e à 39ª posição, respectivamente, nas paradas do Reino Unido e os dois Michael Jackson apareceram na mesma edição do programa Top of The Pops. O single de Mick, "Weekend", durou oito semanas nas paradas, igualando-se ao seu sucesso anterior e evitando o rótulo one-hit wonder (artista de um só sucesso).
Jackson lançou três álbuns - Weekend (Atlantic Records, 1979), Step Inside My Rainbow (CBS Records, 1980) e "Square Deal" (1982). Mick Jackson trabalhou com vários artistas, tais como David Knopfler, Eric Burdon, Lisa Stansfield e Barry Manilow.